# Horn of Plenty
Horn of Plenty è il primo album discografico in studio della band indie rock statunitense Grizzly Bear, pubblicato nel novembre 2004. Il disco è stato realizzato inizialmente dal solo Ed Droste, a cui si è aggiunto in seguito il batterista Christopher Bear.
Nel 2005 il disco è stato affiancato dalla raccolta di remix Horn of Plenty (The Remixes).

## Tracce
1. Deep Sea Diver – 4:47
2. Don't Ask – 3:28
3. Alligator – 1:23
4. Campfire – 4:13
5. Shift – 2:19
6. Disappearing Act – 4:24
7. Fix It – 3:47
8. Merge – 2:24
9. A Good Place – 3:18
10. Showcase – 4:50
11. La Duchess Anne – 4:20
12. Eavesdropping – 3:51
13. Service Bell – 2:00
14. This Song – 3:39